# فلوروبوریک اسید
اسید فلوروبوریک (به انگلیسی: Fluoroboric acid) یک ترکیب شیمیایی با شناسه پاب‌کم ۲۸۱۱۸ است. شکل ظاهری این ترکیب، مایعِ بی‌رنگ است.